# Route nationale 93a
Die Route nationale 93A, kurz N 93A oder RN 93A, war eine französische Nationalstraße.
Die Straße entstand Anfang des 20. Jahrhunderts als Anhang der Nationalstraße 3 zwischen Aspres-sur-Buëch und La Beaumette. Zuvor verlief die N 93 auf dieser Trasse. Durch die Verlängerung der Nationalstraße 75 von Aspres-sur-Buëch zur Pont la Barque, wo die N 93 entlang führte, entstand eine Abkürzung. Dadurch verlagerte sich der Verkehr, sodass die Straße nur noch Bedeutung für den Verkehr Richtung Gap hatte. Ab La Beaumette übernahm dann zeitgleich die Nationalstraße 94 den weiteren Abschnitt bis zur Pont la Barque. Die Länge der Nationalstraße 93A betrug 4 Kilometer. 1933 wurde sie zur Nationalstraße 94A umgewidmet.